# Stanislaus Tigga
Stanislaus Tigga (* 26. Januar 1898 in Katkahi, Britisch-Indien; † 9. Juli 1970) war ein indischer Geistlicher und römisch-katholischer Bischof von Raigarh-Ambikapur.

## Leben
Stanislaus Tigga empfing am 12. Dezember 1935 das Sakrament der Priesterweihe.
Am 7. November 1955 ernannte ihn Papst Pius XII. zum Titularbischof von Achelous und zum Koadjutorbischof von Raigarh-Ambikapur. Der Bischof von Raigarh-Ambikapur, Oscar Sevrin SJ, spendete ihm am 11. März 1956 die Bischofsweihe; Mitkonsekratoren waren der Erzbischof von Nagpur, Eugene Louis D’Souza MSFS, und der Bischof von Ranchi, Niclas Kujur SJ.
Mit dem Rücktritt von Oscar Sevrin SJ am 24. Dezember 1957 folgte ihm Stanislaus Tigga als Bischof von Raigarh-Ambikapur nach. Tigga nahm an allen vier Sitzungsperioden des Zweiten Vatikanischen Konzils teil.